# Praomys mutoni
Praomys mutoni és una espècie de mamífer rosegador de la família dels múrids. És endèmic de la República Democràtica del Congo, on viu a altituds d'entre 369 i 497 msnm. El seu hàbitat natural són les parts adjacents als rius dels boscos humits. Està amenaçat per la desforestació. El seu nom específic, mutoni, significa 'ribera' o 'zona humida' en swahili.